# 爆縮
爆縮（ばくしゅく、英: implosion）とは、全周囲からの圧力で押しつぶされる破壊現象のこと。

## 概要
爆縮は爆発の圧力を外部に解放するのではなく内部圧力の上昇へと向かわせることによって、通常では得難い物理現象を発生させるのに利用される。主として工学的な意味に用いられている。
レーザー核融合においては、爆薬ではなく高エネルギーを持つレーザーを使用して燃料を爆縮する。
この他、爆破解体でも建造物構造を外部に向かって吹き飛ばさず敷地内部に倒れこむようにして倒壊させることから、英語ではimplosionが使われる。より高度な建物解体では単純な爆薬ではなく高熱を発しながら溶断する特殊な発火薬（テルミット）や混ぜ合わせると体積が膨張する薬剤を利用して、コントロールされた破壊を発生させる。
爆縮は単純に爆弾など爆発物を爆発させれば発生するという性質のものではない。
火薬の燃焼が一定の方向（ベクトル）に向かってそれほど早くない速度で進行する場合は、燃焼ガスはロケットのように噴射してしまう。

それほど高い圧力でなければ、単に密閉容器の中で火薬を燃焼させるだけでも可能ではあるが、高圧で爆縮させるためには成型炸薬により全方向から均一に圧力が掛からなければならず、この爆縮現象を利用する上での、高度な燃焼制御技術が求められる点ともなっており、いわゆる爆縮型核爆弾が簡単には製造し難い理由ともなっている。